# 鈴鹿郡
- 令制国一覧 > 東海道 > 伊勢国 > 鈴鹿郡
- 日本 > 近畿地方 > 三重県 > 鈴鹿郡

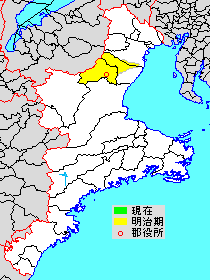
三重県鈴鹿郡の範囲

鈴鹿郡（すずかぐん）は、三重県（伊勢国）にあった郡。

## 郡域
1879年（明治12年）に行政区画として発足した当時の郡域は、下記の区域にあたる。
- 亀山市の大部分（楠平尾町・関町萩原・関町福徳を除く）
- 四日市市の一部（南小松町・鹿間町・和無田町・水沢野田町）
- 鈴鹿市の一部（概ね下大久保町、石薬師町、上野町、甲斐町、岡田町、岡田、算所、阿古曽町、大池、住吉、住吉町、国府町、平野町、八野町より北西[1]）
- 伊賀市の一部（一ツ家）

平成22年度国勢調査の結果によると、当該区域の面積は303.59k㎡、人口は109,305人である。

## 歴史
古代には現在の鈴鹿市広瀬町長者屋敷に伊勢国の国府が、亀山市白木町に国分寺が置かれた。

### 近世以降の沿革
- 「旧高旧領取調帳」に記載されている明治初年時点での支配は以下の通り。幕府領は信楽代官所が管轄。○は村内に寺社除地[3]が存在。（1町85村）

| 知行         | 知行                   | 村数     | 村名 |
| ------------ | ---------------------- | -------- | --- |
| 幕府領       | 幕府領                 | 4村      | 石薬師村、上野村（うえのむら）、庄野村、坂下村 |
| 藩領         | 伊勢亀山藩             | 2町 67村 | 亀山城下、野村、野尻村、落針村、住山村、羽若村、亀田村、椿世村、菅内村、阿野田村、八野村、国府村、中富田村、西富田村、和泉村、小田村、海善寺村、田村、長明寺村、算所村、弓削村、岡田村、平田村、津賀村、広瀬村、深溝村、岸田村、和無田村、鹿間村、下大久保村、南小松村、原村、川崎村、徳原組、岩森村、太田村、辺法寺村、平尾村、原尾村、安楽村、池山村、坂本村、北畑村、南畑村、上野村（かみのむら）、小岐須村、小社村、山本村、大久保村、水沢野田村、長沢村、伊船村、伊船野田村、新所村、○木崎村、○小野村、鷲山村、白木村、小川村、大岡寺村、山下村、木下村、市瀬村、沓掛村、川合村、和田村、井尻村、長沢野田村、関中町 |
| 藩領         | 伊勢久居藩             | 5村      | 安知本村、田茂村、三寺村、中ノ庄村、下ノ庄村 |
| 藩領         | 伊勢津藩               | 3村      | 加太村、久我村、古厩村 |
| 藩領         | 伊勢神戸藩             | 1村      | 汲川原村 |
| 藩領         | 亀山藩・神戸藩         | 2村      | 甲斐村、高宮村 |
| 幕府領・藩領 | 幕府領・亀山藩・神戸藩 | 1村      | 上田村 |
| その他       | 伊勢神宮領・亀山藩     | 1村      | 平野村 |

- 慶応4年
  - 3月7日（1868年3月30日） - 信楽代官所の管轄地域が大津裁判所の管轄となる。
  - 4月28日（1868年5月20日）[12] - 大津裁判所の管轄地域が大津県の管轄となる。
- 明治2年8月2日（1869年9月7日） - 大津県の管轄地域が度会県の管轄となる。
- 明治4年
  - 7月14日（1871年8月29日） - 廃藩置県により、藩領が亀山県、久居県、津県、神戸県の管轄となる。
  - 11月22日（1872年1月2日） - 第1次府県統合により、全域が安濃津県の管轄となる。
- 明治5年3月17日（1872年4月24日） - 安濃津県が改称して三重県となる。
- 明治初年（1町83村）
  - 伊船野田村が伊船村に、長沢野田村が長沢村にそれぞれ合併。
  - 甲斐村が河曲郡甲斐無里を合併。
- 明治8年（1875年）（1町73村）
  - 野尻村・落針村が合併して布気村となる。
  - 弓削村・岡田村が合併して弓削岡田村となる。
  - 岩森村・太田村が合併して太森村となる。
  - 平尾村・原尾村が合併して両尾村となる。
  - 安楽村・池山村・坂本村が合併して安坂山村となる。
  - 北畑村・南畑村・上野村（かみのむら）が合併して三畑村となる。
  - 大久保村・水沢野田村が合併して大野村となる。
  - 徳原組が川崎村に合併。
- 明治12年（1879年）2月5日 - 郡区町村編制法の三重県での施行により、行政区画としての鈴鹿郡が発足。郡役所が亀山城下に設置。

### 町村制以降の沿革

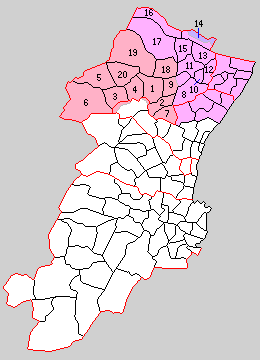
1.亀山町 2.槇尾村 3.関町 4.神辺村 5.坂下村 6.加太村 7.昼生村 8.国府村 9.井田川村 10.庄野村 11.高津瀬村 12.牧田村 13.石薬師村 14.久間田村 15.深伊沢村 16.椿村 17.庄内村 18.川崎村 19.野登村 20.白川村（紫：四日市市 桃：鈴鹿市 赤：亀山市）

- 明治22年（1889年）4月1日 - 町村制の施行により、以下の町村が発足。（2町18村）
  - 亀山町 ← 亀山城下[13]、井尻村［一部］、和田村［一部］、野村、椿世村、亀田村、羽若村、住山村（現・亀山市）
  - 槇尾村 ← 阿野田村、菅内村、田茂村、安知本村（現・亀山市）
  - 関町 ← 木崎村、関中町、新所村、古厩村、久我村（現・亀山市）
  - 神辺村 ← 布気村、大岡寺村、山下村、小野村、木下村（現・亀山市）
  - 坂下村 ← 市瀬村、沓掛村、坂下村（現・亀山市）
  - 加太村（単独村制。現・亀山市）
  - 昼生村 ← 中ノ庄村、下ノ庄村、三寺村（現・亀山市）
  - 国府村 ← 国府村、平野村、八野村（現・鈴鹿市）
  - 井田川村 ← 和田村［大部分］、井尻村［大部分］、海善寺村、川合村（現・亀山市）、小田村、西富田村、中富田村、和泉村（現・鈴鹿市）
  - 庄野村 ← 庄野村、汲川原村（現・鈴鹿市）
  - 高津瀬村 ← 高宮村、津賀村、広瀬村（現・鈴鹿市）
  - 牧田村 ← 弓削岡田村、甲斐村、平田村、算所村（現・鈴鹿市）
  - 石薬師村 ← 石薬師村、上野村（うえのむら）、上田村（現・鈴鹿市）
  - 久間田村 ← 下大久保村、岸田村（現・鈴鹿市）、鹿間村、南小松村、和無田村（現・四日市市）
  - 深伊沢村 ← 伊船村、長沢村、深溝村（現・鈴鹿市）
  - 椿村 ← 山本村、小社村、小岐須村（現・鈴鹿市）、大野村（現・四日市市、鈴鹿市）
  - 庄内村 ← 原村、三畑村（現・鈴鹿市）
  - 川崎村 ← 田村、長明寺村、川崎村、太森村（現・亀山市）
  - 野登村 ← 両尾村、安坂山村、辺法寺村（現・亀山市）
  - 白川村 ← 小川村、白木村、鷲山村（現・亀山市）
- 明治30年（1897年）9月1日 - 郡制を施行。
- 明治41年（1908年）4月1日 - 亀山町・槇尾村が合併し、改めて亀山町が発足。（2町17村）
- 大正12年（1923年）4月1日 - 郡会が廃止。郡役所は存続。
- 大正15年（1926年）7月1日 - 郡役所が廃止。以降は地域区分名称となる。
- 昭和17年（1942年）12月1日 - 国府村・庄野村・高津瀬村・牧田村・石薬師村が河芸郡白子町・神戸町・稲生村・飯野村・河曲村・一ノ宮村・箕田村・玉垣村・若松村と合併して鈴鹿市が発足し、郡より離脱。（2町12村）
- 昭和29年（1954年）10月1日 - 亀山町・昼生村・井田川村・川崎村・野登村が合併して亀山市が発足し、郡より離脱。（1町8村）
- 昭和30年（1955年）
  - 2月1日 - 神辺村・白川村が分割し、神辺村の一部（小野の一部[14]）・白川村の一部（鷲山および白木の一部[15]）が関町に、神辺村の残部（布気・太岡寺・山下・木下および小野の残部）・白川村の残部（小川および白木の残部）が亀山市にそれぞれ編入。（1町6村）
  - 4月17日 - 関町・坂下村・加太村が合併し、改めて関町が発足。（1町4村）
- 昭和31年（1956年）
  - 8月1日 - 関町の一部（加太の一部[16]）が阿山郡柘植町に編入。
  - 9月30日（1町2村）
    - 深伊沢村・庄内村が合併して鈴峰村が発足。
    - 久間田村・椿村が合併して三鈴村が発足。
- 昭和32年（1957年）
  - 4月1日 - 鈴峰村の一部（原の一部[17]）が亀山市に編入。
  - 4月15日 - 三鈴村が分割し、一部（南小松・鹿間・和無田・野田）が四日市市に、残部（下大久保・岸田・山本・小社・小岐須・大久保）が鈴鹿市にそれぞれ編入。（1町1村）
  - 6月15日 - 鈴峰村が鈴鹿市の一部（小社町・小岐須町）を編入。鈴峰村の一部（深溝・三畑町・追分）が鈴鹿市に編入。
- 昭和33年（1958年）4月1日 - 関町が安芸郡芸濃町の一部（萩原・福徳）を編入。
- 昭和42年（1967年）4月1日 - 鈴峰村が鈴鹿市に編入。（1町）
- 平成17年（2005年）1月11日 - 関町が亀山市と新設合併し、改めて亀山市が発足。同日鈴鹿郡消滅。

### 変遷表
| 明治22年以前   | 明治22年以前 | 明治初年 - 明治22年 | 明治22年 4月1日 町村制施行 | 明治22年 - 昭和19年              | 昭和20年 - 昭和29年    | 昭和20年 - 昭和29年          | 昭和30年                    | 昭和30年             | 昭和31年                           | 昭和32年 - 昭和39年            | 昭和32年 - 昭和39年          | 昭和40年 - 昭和64年         | 平成1年 - 現在         | 現在     |
| -------------- | ------------ | ------------------- | -------------------------- | -------------------------------- | ---------------------- | ---------------------------- | --------------------------- | -------------------- | ---------------------------------- | ------------------------------ | ---------------------------- | --------------------------- | ---------------------- | -------- |
| 亀山城下       | 亀山城下     | 亀山城下            | 亀山町                     | 明治41年4月1日 亀山町            | 昭和29年10月1日 亀山市 | 亀山市                       | 亀山市                      | 亀山市               | 亀山市                             | 亀山市                         | 亀山市                       | 亀山市                      | 平成17年1月11日 亀山市 | 亀山市   |
| 野村           | 野村         | 野村                | 亀山町                     | 明治41年4月1日 亀山町            | 昭和29年10月1日 亀山市 | 亀山市                       | 亀山市                      | 亀山市               | 亀山市                             | 亀山市                         | 亀山市                       | 亀山市                      | 平成17年1月11日 亀山市 | 亀山市   |
| 椿世村         | 椿世村       | 椿世村              | 亀山町                     | 明治41年4月1日 亀山町            | 昭和29年10月1日 亀山市 | 亀山市                       | 亀山市                      | 亀山市               | 亀山市                             | 亀山市                         | 亀山市                       | 亀山市                      | 平成17年1月11日 亀山市 | 亀山市   |
| 亀田村         | 亀田村       | 亀田村              | 亀山町                     | 明治41年4月1日 亀山町            | 昭和29年10月1日 亀山市 | 亀山市                       | 亀山市                      | 亀山市               | 亀山市                             | 亀山市                         | 亀山市                       | 亀山市                      | 平成17年1月11日 亀山市 | 亀山市   |
| 羽若村         | 羽若村       | 羽若村              | 亀山町                     | 明治41年4月1日 亀山町            | 昭和29年10月1日 亀山市 | 亀山市                       | 亀山市                      | 亀山市               | 亀山市                             | 亀山市                         | 亀山市                       | 亀山市                      | 平成17年1月11日 亀山市 | 亀山市   |
| 住山村         | 住山村       | 住山村              | 亀山町                     | 明治41年4月1日 亀山町            | 昭和29年10月1日 亀山市 | 亀山市                       | 亀山市                      | 亀山市               | 亀山市                             | 亀山市                         | 亀山市                       | 亀山市                      | 平成17年1月11日 亀山市 | 亀山市   |
| 阿野田村       | 阿野田村     | 阿野田村            | 槇尾村                     | 明治41年4月1日 亀山町            | 昭和29年10月1日 亀山市 | 亀山市                       | 亀山市                      | 亀山市               | 亀山市                             | 亀山市                         | 亀山市                       | 亀山市                      | 平成17年1月11日 亀山市 | 亀山市   |
| 菅内村         | 菅内村       | 菅内村              | 槇尾村                     | 明治41年4月1日 亀山町            | 昭和29年10月1日 亀山市 | 亀山市                       | 亀山市                      | 亀山市               | 亀山市                             | 亀山市                         | 亀山市                       | 亀山市                      | 平成17年1月11日 亀山市 | 亀山市   |
| 田茂村         | 田茂村       | 田茂村              | 槇尾村                     | 明治41年4月1日 亀山町            | 昭和29年10月1日 亀山市 | 亀山市                       | 亀山市                      | 亀山市               | 亀山市                             | 亀山市                         | 亀山市                       | 亀山市                      | 平成17年1月11日 亀山市 | 亀山市   |
| 安知本村       | 安知本村     | 安知本村            | 槇尾村                     | 明治41年4月1日 亀山町            | 昭和29年10月1日 亀山市 | 亀山市                       | 亀山市                      | 亀山市               | 亀山市                             | 亀山市                         | 亀山市                       | 亀山市                      | 平成17年1月11日 亀山市 | 亀山市   |
| 中ノ庄村       | 中ノ庄村     | 中ノ庄村            | 昼生村                     | 昼生村                           | 昭和29年10月1日 亀山市 | 亀山市                       | 亀山市                      | 亀山市               | 亀山市                             | 亀山市                         | 亀山市                       | 亀山市                      | 平成17年1月11日 亀山市 | 亀山市   |
| 下ノ庄村       | 下ノ庄村     | 下ノ庄村            | 昼生村                     | 昼生村                           | 昭和29年10月1日 亀山市 | 亀山市                       | 亀山市                      | 亀山市               | 亀山市                             | 亀山市                         | 亀山市                       | 亀山市                      | 平成17年1月11日 亀山市 | 亀山市   |
| 三寺村         | 三寺村       | 三寺村              | 昼生村                     | 昼生村                           | 昭和29年10月1日 亀山市 | 亀山市                       | 亀山市                      | 亀山市               | 亀山市                             | 亀山市                         | 亀山市                       | 亀山市                      | 平成17年1月11日 亀山市 | 亀山市   |
| 田村           | 田村         | 田村                | 川崎村                     | 川崎村                           | 昭和29年10月1日 亀山市 | 亀山市                       | 亀山市                      | 亀山市               | 亀山市                             | 亀山市                         | 亀山市                       | 亀山市                      | 平成17年1月11日 亀山市 | 亀山市   |
| 長明寺村       | 長明寺村     | 長明寺村            | 川崎村                     | 川崎村                           | 昭和29年10月1日 亀山市 | 亀山市                       | 亀山市                      | 亀山市               | 亀山市                             | 亀山市                         | 亀山市                       | 亀山市                      | 平成17年1月11日 亀山市 | 亀山市   |
| 川崎村         | 川崎村       | 明治8年 川崎村      | 川崎村                     | 川崎村                           | 昭和29年10月1日 亀山市 | 亀山市                       | 亀山市                      | 亀山市               | 亀山市                             | 亀山市                         | 亀山市                       | 亀山市                      | 平成17年1月11日 亀山市 | 亀山市   |
| 徳原組         |              | 明治8年 川崎村      | 川崎村                     | 川崎村                           | 昭和29年10月1日 亀山市 | 亀山市                       | 亀山市                      | 亀山市               | 亀山市                             | 亀山市                         | 亀山市                       | 亀山市                      | 平成17年1月11日 亀山市 | 亀山市   |
| 岩森村         | 岩森村       | 明治8年 太森村      | 川崎村                     | 川崎村                           | 昭和29年10月1日 亀山市 | 亀山市                       | 亀山市                      | 亀山市               | 亀山市                             | 亀山市                         | 亀山市                       | 亀山市                      | 平成17年1月11日 亀山市 | 亀山市   |
| 太田村         |              | 明治8年 太森村      | 川崎村                     | 川崎村                           | 昭和29年10月1日 亀山市 | 亀山市                       | 亀山市                      | 亀山市               | 亀山市                             | 亀山市                         | 亀山市                       | 亀山市                      | 平成17年1月11日 亀山市 | 亀山市   |
| 平尾村         | 平尾村       | 明治8年 両尾村      | 野登村                     | 野登村                           | 昭和29年10月1日 亀山市 | 亀山市                       | 亀山市                      | 亀山市               | 亀山市                             | 亀山市                         | 亀山市                       | 亀山市                      | 平成17年1月11日 亀山市 | 亀山市   |
| 原尾村         |              | 明治8年 両尾村      | 野登村                     | 野登村                           | 昭和29年10月1日 亀山市 | 亀山市                       | 亀山市                      | 亀山市               | 亀山市                             | 亀山市                         | 亀山市                       | 亀山市                      | 平成17年1月11日 亀山市 | 亀山市   |
| 安楽村         | 安楽村       | 明治8年 安坂山村    | 野登村                     | 野登村                           | 昭和29年10月1日 亀山市 | 亀山市                       | 亀山市                      | 亀山市               | 亀山市                             | 亀山市                         | 亀山市                       | 亀山市                      | 平成17年1月11日 亀山市 | 亀山市   |
| 池山村         |              | 明治8年 安坂山村    | 野登村                     | 野登村                           | 昭和29年10月1日 亀山市 | 亀山市                       | 亀山市                      | 亀山市               | 亀山市                             | 亀山市                         | 亀山市                       | 亀山市                      | 平成17年1月11日 亀山市 | 亀山市   |
| 坂本村         |              | 明治8年 安坂山村    | 野登村                     | 野登村                           | 昭和29年10月1日 亀山市 | 亀山市                       | 亀山市                      | 亀山市               | 亀山市                             | 亀山市                         | 亀山市                       | 亀山市                      | 平成17年1月11日 亀山市 | 亀山市   |
| 辺法寺村       | 辺法寺村     | 辺法寺村            | 野登村                     | 野登村                           | 昭和29年10月1日 亀山市 | 亀山市                       | 亀山市                      | 亀山市               | 亀山市                             | 亀山市                         | 亀山市                       | 亀山市                      | 平成17年1月11日 亀山市 | 亀山市   |
| 和田村         | 一部を除く   | 和田村              | 井田川村                   | 井田川村                         | 昭和29年10月1日 亀山市 | 亀山市                       | 亀山市                      | 亀山市               | 亀山市                             | 亀山市                         | 亀山市                       | 亀山市                      | 平成17年1月11日 亀山市 | 亀山市   |
| 和田村         | 一部         | 和田村              | 亀山町                     | 明治41年4月1日 亀山町            | 昭和29年10月1日 亀山市 | 亀山市                       | 亀山市                      | 亀山市               | 亀山市                             | 亀山市                         | 亀山市                       | 亀山市                      | 平成17年1月11日 亀山市 | 亀山市   |
| 井尻村         | 一部         | 井尻村              | 亀山町                     | 明治41年4月1日 亀山町            | 昭和29年10月1日 亀山市 | 亀山市                       | 亀山市                      | 亀山市               | 亀山市                             | 亀山市                         | 亀山市                       | 亀山市                      | 平成17年1月11日 亀山市 | 亀山市   |
| 井尻村         | 一部を除く   | 井尻村              | 井田川村                   | 井田川村                         | 昭和29年10月1日 亀山市 | 亀山市                       | 亀山市                      | 亀山市               | 亀山市                             | 亀山市                         | 亀山市                       | 亀山市                      | 平成17年1月11日 亀山市 | 亀山市   |
| 海善寺村       | 海善寺村     | 海善寺村            | 井田川村                   | 井田川村                         | 昭和29年10月1日 亀山市 | 亀山市                       | 亀山市                      | 亀山市               | 亀山市                             | 亀山市                         | 亀山市                       | 亀山市                      | 平成17年1月11日 亀山市 | 亀山市   |
| 川合村         | 川合村       | 川合村              | 井田川村                   | 井田川村                         | 昭和29年10月1日 亀山市 | 亀山市                       | 亀山市                      | 亀山市               | 亀山市                             | 亀山市                         | 亀山市                       | 亀山市                      | 平成17年1月11日 亀山市 | 亀山市   |
| 小田村         | 小田村       | 小田村              | 井田川村                   | 井田川村                         | 昭和29年10月1日 亀山市 | 昭和29年12月1日 鈴鹿市に編入 | 鈴鹿市                      | 鈴鹿市               | 鈴鹿市                             | 鈴鹿市                         | 鈴鹿市                       | 鈴鹿市                      | 鈴鹿市                 | 鈴鹿市   |
| 西富田村       | 西富田村     | 西富田村            | 井田川村                   | 井田川村                         | 昭和29年10月1日 亀山市 | 昭和29年12月1日 鈴鹿市に編入 | 鈴鹿市                      | 鈴鹿市               | 鈴鹿市                             | 鈴鹿市                         | 鈴鹿市                       | 鈴鹿市                      | 鈴鹿市                 | 鈴鹿市   |
| 中富田村       | 中富田村     | 中富田村            | 井田川村                   | 井田川村                         | 昭和29年10月1日 亀山市 | 昭和29年12月1日 鈴鹿市に編入 | 鈴鹿市                      | 鈴鹿市               | 鈴鹿市                             | 鈴鹿市                         | 鈴鹿市                       | 鈴鹿市                      | 鈴鹿市                 | 鈴鹿市   |
| 和泉村         | 和泉村       | 和泉村              | 井田川村                   | 井田川村                         | 昭和29年10月1日 亀山市 | 昭和29年12月1日 鈴鹿市に編入 | 鈴鹿市                      | 鈴鹿市               | 鈴鹿市                             | 鈴鹿市                         | 鈴鹿市                       | 鈴鹿市                      | 鈴鹿市                 | 鈴鹿市   |
| 石薬師村       | 石薬師村     | 石薬師村            | 石薬師村                   | 昭和17年12月1日 鈴鹿市の一部     | 鈴鹿市                 | 鈴鹿市                       | 鈴鹿市                      | 鈴鹿市               | 鈴鹿市                             | 鈴鹿市                         | 鈴鹿市                       | 鈴鹿市                      | 鈴鹿市                 | 鈴鹿市   |
| 上野村         | 上野村       | 上野村              | 石薬師村                   | 昭和17年12月1日 鈴鹿市の一部     | 鈴鹿市                 | 鈴鹿市                       | 鈴鹿市                      | 鈴鹿市               | 鈴鹿市                             | 鈴鹿市                         | 鈴鹿市                       | 鈴鹿市                      | 鈴鹿市                 | 鈴鹿市   |
| 上田村         | 上田村       | 上田村              | 石薬師村                   | 昭和17年12月1日 鈴鹿市の一部     | 鈴鹿市                 | 鈴鹿市                       | 鈴鹿市                      | 鈴鹿市               | 鈴鹿市                             | 鈴鹿市                         | 鈴鹿市                       | 鈴鹿市                      | 鈴鹿市                 | 鈴鹿市   |
| 庄野村         | 庄野村       | 庄野村              | 庄野村                     | 昭和17年12月1日 鈴鹿市の一部     | 鈴鹿市                 | 鈴鹿市                       | 鈴鹿市                      | 鈴鹿市               | 鈴鹿市                             | 鈴鹿市                         | 鈴鹿市                       | 鈴鹿市                      | 鈴鹿市                 | 鈴鹿市   |
| 汲川原村       | 汲川原村     | 汲川原村            | 庄野村                     | 昭和17年12月1日 鈴鹿市の一部     | 鈴鹿市                 | 鈴鹿市                       | 鈴鹿市                      | 鈴鹿市               | 鈴鹿市                             | 鈴鹿市                         | 鈴鹿市                       | 鈴鹿市                      | 鈴鹿市                 | 鈴鹿市   |
| 高宮村         | 高宮村       | 高宮村              | 高津瀬村                   | 昭和17年12月1日 鈴鹿市の一部     | 鈴鹿市                 | 鈴鹿市                       | 鈴鹿市                      | 鈴鹿市               | 鈴鹿市                             | 鈴鹿市                         | 鈴鹿市                       | 鈴鹿市                      | 鈴鹿市                 | 鈴鹿市   |
| 津賀村         | 津賀村       | 津賀村              | 高津瀬村                   | 昭和17年12月1日 鈴鹿市の一部     | 鈴鹿市                 | 鈴鹿市                       | 鈴鹿市                      | 鈴鹿市               | 鈴鹿市                             | 鈴鹿市                         | 鈴鹿市                       | 鈴鹿市                      | 鈴鹿市                 | 鈴鹿市   |
| 広瀬村         | 広瀬村       | 広瀬村              | 高津瀬村                   | 昭和17年12月1日 鈴鹿市の一部     | 鈴鹿市                 | 鈴鹿市                       | 鈴鹿市                      | 鈴鹿市               | 鈴鹿市                             | 鈴鹿市                         | 鈴鹿市                       | 鈴鹿市                      | 鈴鹿市                 | 鈴鹿市   |
| 弓削村         | 弓削村       | 明治8年 弓削岡田村  | 牧田村                     | 昭和17年12月1日 鈴鹿市の一部     | 鈴鹿市                 | 鈴鹿市                       | 鈴鹿市                      | 鈴鹿市               | 鈴鹿市                             | 鈴鹿市                         | 鈴鹿市                       | 鈴鹿市                      | 鈴鹿市                 | 鈴鹿市   |
| 岡田村         |              | 明治8年 弓削岡田村  | 牧田村                     | 昭和17年12月1日 鈴鹿市の一部     | 鈴鹿市                 | 鈴鹿市                       | 鈴鹿市                      | 鈴鹿市               | 鈴鹿市                             | 鈴鹿市                         | 鈴鹿市                       | 鈴鹿市                      | 鈴鹿市                 | 鈴鹿市   |
| 甲斐村         | 甲斐村       | 明治初年 甲斐村     | 牧田村                     | 昭和17年12月1日 鈴鹿市の一部     | 鈴鹿市                 | 鈴鹿市                       | 鈴鹿市                      | 鈴鹿市               | 鈴鹿市                             | 鈴鹿市                         | 鈴鹿市                       | 鈴鹿市                      | 鈴鹿市                 | 鈴鹿市   |
| 河曲郡甲斐無里 |              | 明治初年 甲斐村     | 牧田村                     | 昭和17年12月1日 鈴鹿市の一部     | 鈴鹿市                 | 鈴鹿市                       | 鈴鹿市                      | 鈴鹿市               | 鈴鹿市                             | 鈴鹿市                         | 鈴鹿市                       | 鈴鹿市                      | 鈴鹿市                 | 鈴鹿市   |
| 平田村         | 平田村       | 平田村              | 牧田村                     | 昭和17年12月1日 鈴鹿市の一部     | 鈴鹿市                 | 鈴鹿市                       | 鈴鹿市                      | 鈴鹿市               | 鈴鹿市                             | 鈴鹿市                         | 鈴鹿市                       | 鈴鹿市                      | 鈴鹿市                 | 鈴鹿市   |
| 算所村         | 算所村       | 算所村              | 牧田村                     | 昭和17年12月1日 鈴鹿市の一部     | 鈴鹿市                 | 鈴鹿市                       | 鈴鹿市                      | 鈴鹿市               | 鈴鹿市                             | 鈴鹿市                         | 鈴鹿市                       | 鈴鹿市                      | 鈴鹿市                 | 鈴鹿市   |
| 国府村         | 国府村       | 国府村              | 国府村                     | 昭和17年12月1日 鈴鹿市の一部     | 鈴鹿市                 | 鈴鹿市                       | 鈴鹿市                      | 鈴鹿市               | 鈴鹿市                             | 鈴鹿市                         | 鈴鹿市                       | 鈴鹿市                      | 鈴鹿市                 | 鈴鹿市   |
| 平野村         | 平野村       | 平野村              | 国府村                     | 昭和17年12月1日 鈴鹿市の一部     | 鈴鹿市                 | 鈴鹿市                       | 鈴鹿市                      | 鈴鹿市               | 鈴鹿市                             | 鈴鹿市                         | 鈴鹿市                       | 鈴鹿市                      | 鈴鹿市                 | 鈴鹿市   |
| 八野村         | 八野村       | 八野村              | 国府村                     | 昭和17年12月1日 鈴鹿市の一部     | 鈴鹿市                 | 鈴鹿市                       | 鈴鹿市                      | 鈴鹿市               | 鈴鹿市                             | 鈴鹿市                         | 鈴鹿市                       | 鈴鹿市                      | 鈴鹿市                 | 鈴鹿市   |
| 下大久保村     | 下大久保村   | 下大久保村          | 久間田村                   | 久間田村                         | 久間田村               | 久間田村                     | 久間田村                    | 久間田村             | 昭和31年9月30日 三鈴村             | 昭和32年4月15日 鈴鹿市に編入   | 鈴鹿市                       | 鈴鹿市                      | 鈴鹿市                 | 鈴鹿市   |
| 岸田村         | 岸田村       | 岸田村              | 久間田村                   | 久間田村                         | 久間田村               | 久間田村                     | 久間田村                    | 久間田村             | 昭和31年9月30日 三鈴村             | 昭和32年4月15日 鈴鹿市に編入   | 鈴鹿市                       | 鈴鹿市                      | 鈴鹿市                 | 鈴鹿市   |
| 鹿間村         | 鹿間村       | 鹿間村              | 久間田村                   | 久間田村                         | 久間田村               | 久間田村                     | 久間田村                    | 久間田村             | 昭和31年9月30日 三鈴村             | 昭和32年4月15日 四日市市に編入 | 四日市市                     | 四日市市                    | 四日市市               | 四日市市 |
| 南小松村       | 南小松村     | 南小松村            | 久間田村                   | 久間田村                         | 久間田村               | 久間田村                     | 久間田村                    | 久間田村             | 昭和31年9月30日 三鈴村             | 昭和32年4月15日 四日市市に編入 | 四日市市                     | 四日市市                    | 四日市市               | 四日市市 |
| 和無田村       | 和無田村     | 和無田村            | 久間田村                   | 久間田村                         | 久間田村               | 久間田村                     | 久間田村                    | 久間田村             | 昭和31年9月30日 三鈴村             | 昭和32年4月15日 四日市市に編入 | 四日市市                     | 四日市市                    | 四日市市               | 四日市市 |
| 水沢野田村     | 水沢野田村   | 明治8年 大野村      | 椿村                       | 椿村                             | 椿村                   | 椿村                         | 椿村                        | 椿村                 | 昭和31年9月30日 三鈴村             | 昭和32年4月15日 四日市市に編入 | 四日市市                     | 四日市市                    | 四日市市               | 四日市市 |
| 大久保村       | 大久保村     | 明治8年 大野村      | 椿村                       | 椿村                             | 椿村                   | 椿村                         | 椿村                        | 椿村                 | 昭和31年9月30日 三鈴村             | 昭和32年4月15日 鈴鹿市に編入   | 鈴鹿市                       | 鈴鹿市                      | 鈴鹿市                 | 鈴鹿市   |
| 山本村         | 山本村       | 山本村              | 椿村                       | 椿村                             | 椿村                   | 椿村                         | 椿村                        | 椿村                 | 昭和31年9月30日 三鈴村             | 昭和32年4月15日 鈴鹿市に編入   | 鈴鹿市                       | 鈴鹿市                      | 鈴鹿市                 | 鈴鹿市   |
| 小社村         | 小社村       | 小社村              | 椿村                       | 椿村                             | 椿村                   | 椿村                         | 椿村                        | 椿村                 | 昭和31年9月30日 三鈴村             | 昭和32年4月15日 鈴鹿市に編入   | 昭和32年6月15日 鈴峰村に編入 | 昭和42年4月1日 鈴鹿市に編入 | 鈴鹿市                 | 鈴鹿市   |
| 小岐須村       | 小岐須村     | 小岐須村            | 椿村                       | 椿村                             | 椿村                   | 椿村                         | 椿村                        | 椿村                 | 昭和31年9月30日 三鈴村             | 昭和32年4月15日 鈴鹿市に編入   | 昭和32年6月15日 鈴峰村に編入 | 昭和42年4月1日 鈴鹿市に編入 | 鈴鹿市                 | 鈴鹿市   |
| 伊船村         | 伊船村       | 明治初年 伊船村     | 深伊沢村                   | 深伊沢村                         | 深伊沢村               | 深伊沢村                     | 深伊沢村                    | 深伊沢村             | 昭和31年9月30日 三鈴村             | 鈴峰村                         | 鈴峰村                       | 昭和42年4月1日 鈴鹿市に編入 | 鈴鹿市                 | 鈴鹿市   |
| 伊船野田村     |              | 明治初年 伊船村     | 深伊沢村                   | 深伊沢村                         | 深伊沢村               | 深伊沢村                     | 深伊沢村                    | 深伊沢村             | 昭和31年9月30日 三鈴村             | 鈴峰村                         | 鈴峰村                       | 昭和42年4月1日 鈴鹿市に編入 | 鈴鹿市                 | 鈴鹿市   |
| 長沢村         | 長沢村       | 明治初年 長沢村     | 深伊沢村                   | 深伊沢村                         | 深伊沢村               | 深伊沢村                     | 深伊沢村                    | 深伊沢村             | 昭和31年9月30日 三鈴村             | 鈴峰村                         | 鈴峰村                       | 昭和42年4月1日 鈴鹿市に編入 | 鈴鹿市                 | 鈴鹿市   |
| 長沢野田村     |              | 明治初年 長沢村     | 深伊沢村                   | 深伊沢村                         | 深伊沢村               | 深伊沢村                     | 深伊沢村                    | 深伊沢村             | 昭和31年9月30日 三鈴村             | 鈴峰村                         | 鈴峰村                       | 昭和42年4月1日 鈴鹿市に編入 | 鈴鹿市                 | 鈴鹿市   |
| 深溝村         | 深溝村       | 深溝村              | 深伊沢村                   | 深伊沢村                         | 深伊沢村               | 深伊沢村                     | 深伊沢村                    | 深伊沢村             | 昭和31年9月30日 三鈴村             | 鈴峰村                         | 昭和32年6月15日 鈴鹿市に編入 | 鈴鹿市                      | 鈴鹿市                 | 鈴鹿市   |
| 北畑村         | 北畑村       | 明治8年 三畑村      | 庄内村                     | 庄内村                           | 庄内村                 | 庄内村                       | 庄内村                      | 庄内村               | 昭和31年9月30日 三鈴村             | 鈴峰村                         | 昭和32年6月15日 鈴鹿市に編入 | 鈴鹿市                      | 鈴鹿市                 | 鈴鹿市   |
| 南畑村         |              | 明治8年 三畑村      | 庄内村                     | 庄内村                           | 庄内村                 | 庄内村                       | 庄内村                      | 庄内村               | 昭和31年9月30日 三鈴村             | 鈴峰村                         | 昭和32年6月15日 鈴鹿市に編入 | 鈴鹿市                      | 鈴鹿市                 | 鈴鹿市   |
| 上野村         |              | 明治8年 三畑村      | 庄内村                     | 庄内村                           | 庄内村                 | 庄内村                       | 庄内村                      | 庄内村               | 昭和31年9月30日 三鈴村             | 鈴峰村                         | 昭和32年6月15日 鈴鹿市に編入 | 鈴鹿市                      | 鈴鹿市                 | 鈴鹿市   |
| 原村           | 一部を除く   | 原村                | 庄内村                     | 庄内村                           | 庄内村                 | 庄内村                       | 庄内村                      | 庄内村               | 昭和31年9月30日 三鈴村             | 鈴峰村                         | 鈴峰村                       | 昭和42年4月1日 鈴鹿市に編入 | 鈴鹿市                 | 鈴鹿市   |
| 原村           | 一部         | 原村                | 庄内村                     | 庄内村                           | 庄内村                 | 庄内村                       | 庄内村                      | 庄内村               | 昭和31年9月30日 三鈴村             | 昭和32年4月1日 亀山市に編入    | 亀山市                       | 亀山市                      | 亀山市                 | 亀山市   |
| 萩原村         | 萩原村       | 萩原村              | 奄芸郡明村                 | 明治29年3月29日 河芸郡明村の一部 | 河芸郡明村の一部       | 河芸郡明村の一部             | 河芸郡明村の一部            | 河芸郡明村の一部     | 昭和31年9月30日 安芸郡芸濃町の一部 | 安芸郡芸濃町の一部             | 昭和33年4月1日 関町に編入    | 関町                        | 亀山市                 | 亀山市   |
| 福徳村         | 福徳村       | 福徳村              | 奄芸郡明村                 | 明治29年3月29日 河芸郡明村の一部 | 河芸郡明村の一部       | 河芸郡明村の一部             | 河芸郡明村の一部            | 河芸郡明村の一部     | 昭和31年9月30日 安芸郡芸濃町の一部 | 安芸郡芸濃町の一部             | 昭和33年4月1日 関町に編入    | 関町                        | 亀山市                 | 亀山市   |
| 野尻村         | 野尻村       | 明治8年 布気村      | 神辺村                     | 神辺村                           | 神辺村                 | 神辺村                       | 昭和30年2月1日 関町に編入   | 昭和30年4月17日 関町 | 関町                               | 関町                           | 関町                         | 関町                        | 亀山市                 | 亀山市   |
| 落針村         |              | 明治8年 布気村      | 神辺村                     | 神辺村                           | 神辺村                 | 神辺村                       | 昭和30年2月1日 関町に編入   | 昭和30年4月17日 関町 | 関町                               | 関町                           | 関町                         | 関町                        | 亀山市                 | 亀山市   |
| 大岡寺村       | 大岡寺村     | 大岡寺村            | 神辺村                     | 神辺村                           | 神辺村                 | 神辺村                       | 昭和30年2月1日 関町に編入   | 昭和30年4月17日 関町 | 関町                               | 関町                           | 関町                         | 関町                        | 亀山市                 | 亀山市   |
| 山下村         | 山下村       | 山下村              | 神辺村                     | 神辺村                           | 神辺村                 | 神辺村                       | 昭和30年2月1日 関町に編入   | 昭和30年4月17日 関町 | 関町                               | 関町                           | 関町                         | 関町                        | 亀山市                 | 亀山市   |
| 木下村         | 木下村       | 木下村              | 神辺村                     | 神辺村                           | 神辺村                 | 神辺村                       | 昭和30年2月1日 関町に編入   | 昭和30年4月17日 関町 | 関町                               | 関町                           | 関町                         | 関町                        | 亀山市                 | 亀山市   |
| 小野村         | 一部を除く   | 小野村              | 神辺村                     | 神辺村                           | 神辺村                 | 神辺村                       | 昭和30年2月1日 関町に編入   | 昭和30年4月17日 関町 | 関町                               | 関町                           | 関町                         | 関町                        | 亀山市                 | 亀山市   |
| 小野村         | 一部         | 小野村              | 神辺村                     | 神辺村                           | 神辺村                 | 神辺村                       | 昭和30年2月1日 亀山市に編入 | 亀山市               | 亀山市                             | 亀山市                         | 亀山市                       | 亀山市                      | 亀山市                 | 亀山市   |
| 鷲山村         | 鷲山村       | 鷲山村              | 白川村                     | 白川村                           | 白川村                 | 白川村                       | 昭和30年2月1日 亀山市に編入 | 亀山市               | 亀山市                             | 亀山市                         | 亀山市                       | 亀山市                      | 亀山市                 | 亀山市   |
| 白木村         | 一部         | 白木村              | 白川村                     | 白川村                           | 白川村                 | 白川村                       | 昭和30年2月1日 亀山市に編入 | 亀山市               | 亀山市                             | 亀山市                         | 亀山市                       | 亀山市                      | 亀山市                 | 亀山市   |
| 白木村         | 一部を除く   | 白木村              | 白川村                     | 白川村                           | 白川村                 | 白川村                       | 昭和30年2月1日 関町に編入   | 昭和30年4月17日 関町 | 関町                               | 関町                           | 関町                         | 関町                        | 亀山市                 | 亀山市   |
| 小川村         | 小川村       | 小川村              | 白川村                     | 白川村                           | 白川村                 | 白川村                       | 昭和30年2月1日 関町に編入   | 昭和30年4月17日 関町 | 関町                               | 関町                           | 関町                         | 関町                        | 亀山市                 | 亀山市   |
| 木崎村         | 木崎村       | 木崎村              | 関町                       | 関町                             | 関町                   | 関町                         | 関町                        | 昭和30年4月17日 関町 | 関町                               | 関町                           | 関町                         | 関町                        | 亀山市                 | 亀山市   |
| 関中町         | 関中町       | 関中町              | 関町                       | 関町                             | 関町                   | 関町                         | 関町                        | 昭和30年4月17日 関町 | 関町                               | 関町                           | 関町                         | 関町                        | 亀山市                 | 亀山市   |
| 新所村         | 新所村       | 新所村              | 関町                       | 関町                             | 関町                   | 関町                         | 関町                        | 昭和30年4月17日 関町 | 関町                               | 関町                           | 関町                         | 関町                        | 亀山市                 | 亀山市   |
| 古厩村         | 古厩村       | 古厩村              | 関町                       | 関町                             | 関町                   | 関町                         | 関町                        | 昭和30年4月17日 関町 | 関町                               | 関町                           | 関町                         | 関町                        | 亀山市                 | 亀山市   |
| 久我村         | 久我村       | 久我村              | 関町                       | 関町                             | 関町                   | 関町                         | 関町                        | 昭和30年4月17日 関町 | 関町                               | 関町                           | 関町                         | 関町                        | 亀山市                 | 亀山市   |
| 市瀬村         | 市瀬村       | 市瀬村              | 坂下村                     | 坂下村                           | 坂下村                 | 坂下村                       | 坂下村                      | 昭和30年4月17日 関町 | 関町                               | 関町                           | 関町                         | 関町                        | 亀山市                 | 亀山市   |
| 沓掛村         | 沓掛村       | 沓掛村              | 坂下村                     | 坂下村                           | 坂下村                 | 坂下村                       | 坂下村                      | 昭和30年4月17日 関町 | 関町                               | 関町                           | 関町                         | 関町                        | 亀山市                 | 亀山市   |
| 坂下村         | 坂下村       | 坂下村              | 坂下村                     | 坂下村                           | 坂下村                 | 坂下村                       | 坂下村                      | 昭和30年4月17日 関町 | 関町                               | 関町                           | 関町                         | 関町                        | 亀山市                 | 亀山市   |
| 加太村         | 一部を除く   | 加太村              | 加太村                     | 加太村                           | 加太村                 | 加太村                       | 加太村                      | 昭和30年4月17日 関町 | 関町                               | 関町                           | 関町                         | 関町                        | 亀山市                 | 亀山市   |
| 加太村         | 一部         | 加太村              | 加太村                     | 加太村                           | 加太村                 | 加太村                       | 加太村                      | 昭和30年4月17日 関町 | 昭和31年8月1日 阿山郡柘植町に編入  | 阿山郡柘植町                   | 阿山郡柘植町                 | 阿山郡柘植町                | 平成16年11月1日 伊賀市 | 伊賀市   |

## 行政
歴代郡長
| 代 | 氏名       | 就任年月日                 | 退任年月日                | 備考                   |
| -- | ---------- | -------------------------- | ------------------------- | ---------------------- |
| 1  | 野村拙郎   | 明治12年（1879年）5月5日   |                           |                        |
| 2  | 田辺訥夫   | 明治15年（1882年）2月16日  |                           |                        |
| 3  | 酒井礼一   | 明治19年（1886年）9月17日  |                           |                        |
| 4  | 浦田長民   | 明治20年（1887年）7月15日  |                           |                        |
| 5  | 酒井礼一   | 明治22年（1889年）3月12日  |                           |                        |
| 6  | 町田今亮   | 明治22年（1889年）5月13日  |                           |                        |
| 7  | 酒井礼一   | 明治22年（1889年）12月18日 |                           |                        |
| 8  | 松岡利弼   | 明治23年（1890年）9月27日  |                           |                        |
| 9  | 伊藤主一   | 明治24年（1891年）11月13日 |                           |                        |
| 10 | 中山光大   | 明治26年（1893年）2月25日  |                           |                        |
| 11 | 橋本三郎   | 明治28年（1895年）5月19日  |                           |                        |
| 12 | 西塚宗吾   | 明治32年（1899年）4月27日  |                           |                        |
| 13 | 野村盛賢   | 明治35年（1902年）11月10日 |                           |                        |
| 14 | 北野孝一   | 明治37年（1904年）12月28日 |                           |                        |
| 15 | 西大次郎   | 明治42年（1909年）4月30日  |                           |                        |
| 16 | 甘粕春吉   | 明治45年（1912年）6月22日  |                           |                        |
| 17 | 須田松太郎 | 大正2年（1913年）6月24日   |                           |                        |
| 18 | 小森安太郎 | 大正4年（1915年）4月21日   |                           |                        |
| 19 | 平賀正文   | 大正7年（1918年）5月21日   |                           |                        |
| 20 | 庄野繁治   | 大正8年（1919年）8月21日   |                           |                        |
| 21 | 田渕義雄   | 大正12年（1923年）3月31日  |                           |                        |
| 22 | 神田陸介   | 大正13年（1924年）12月17日 | 大正15年（1926年）6月30日 | 郡役所廃止により、廃官 |